# Lufthansa Cargo
Lufthansa Cargo är ett tyskt flygfraktbolag ingående i Lufthansa-gruppen med bas på Frankfurt Mains flygplats utanför staden Frankfurt am Main i Hessen, Tyskland.

## Historik
Bolaget grundades i juli 1994 genom att Luftahansa som första flygbolag i världen delade på sin passagerar- och godstrafik. Där godstrafiken bildade Luftahansa Cargo AG.
2004 bildade Lufthansa Cargo tillsammans med DHL Express ett samriskbolag för att skapa ett nytt flygfraktbolag. Ett bolag som senare kom att grundas i september 2007 och fick namnet Aerologic. Aerologic baserades på DHL:s bas på flygplatsen Leipzig/Halles flygplats mellan städerna Halle an der Saale och Leipzig i östra Tyskland. Som en följd av detta överförde Lufthansa Cargo sin tidigare verksamhet i Leipzig till Frankfurt am Main. 
I slutet av 2007 förbjöd Ryssland Lufthansa Cargo att använda dess luftrum. Förbudet ansågs vara en ekonomisk utpressning och som resultat för att återfå tillstånd till det ryska luftrummet flyttades Lufthansa Cargos asiatiska hub från Kazakstan till Ryssland.

## Verksamhet
Lufthansa Cargo agerar globalt genom sina internationella flygfrakter och logistiktjänster som sträcker sig över 39 destinationer och 23 länder.
Till skillnad från andra fraktbolag inom flygbolag har Lufthansa en egen ICAO-kod och ett eget anrop. Bolaget bär dock Lufthansas IATA-kod trots att bolaget betraktas som ett separat bolag. Utöver sin egen flygplansflotta som bland annat innehåller flygplan som McDonnell Douglas MD-11 och Boeing 747-200F har de även tillgång till Lufthansas passagerarflygplan.